# Adam Olearius

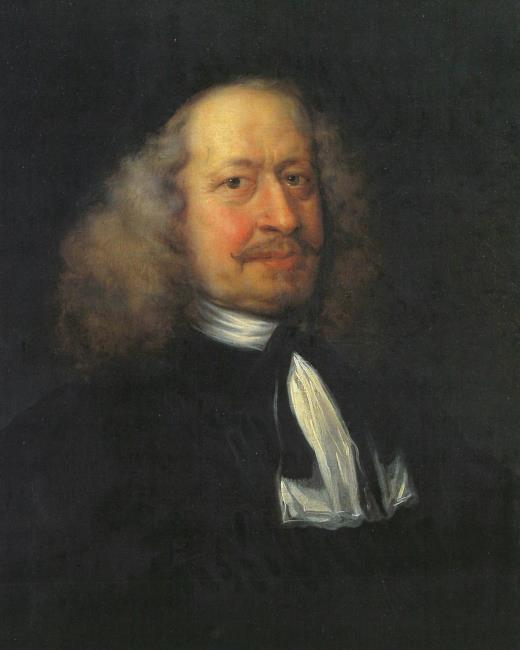
Adam Olearius von Jürgen Ovens

Adam Olearius (eigentlich Oehlschlegel oder Ölschläger; getauft 24. September 1599 in Aschersleben; † 22. Februar 1671 auf Schloss Gottorf, heute zu Schleswig) war ein deutscher Schriftsteller, Gelehrter und Diplomat. Beigesetzt wurde er in der Schleswiger Dreifaltigkeitskirche.

## Leben

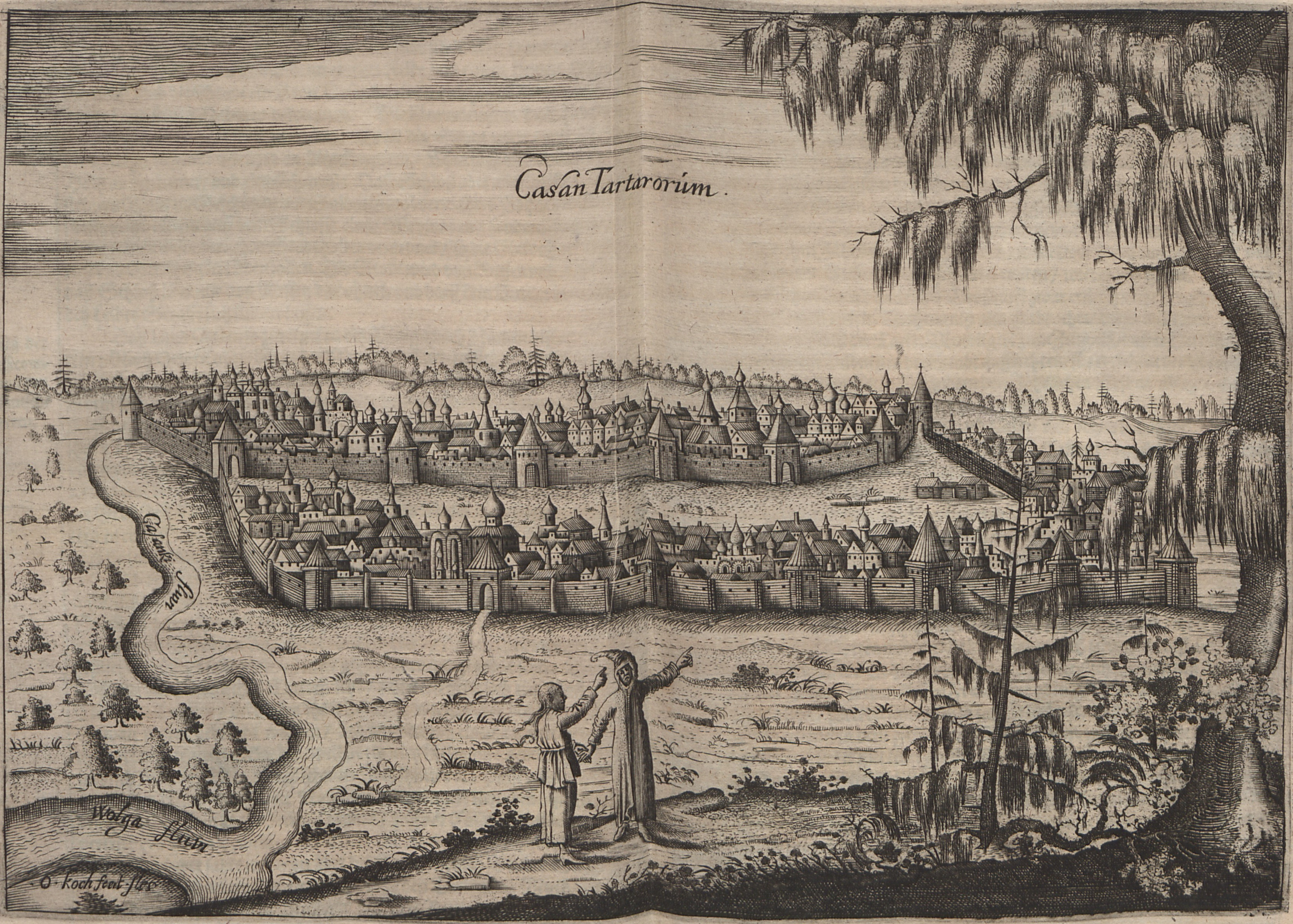
Kasan

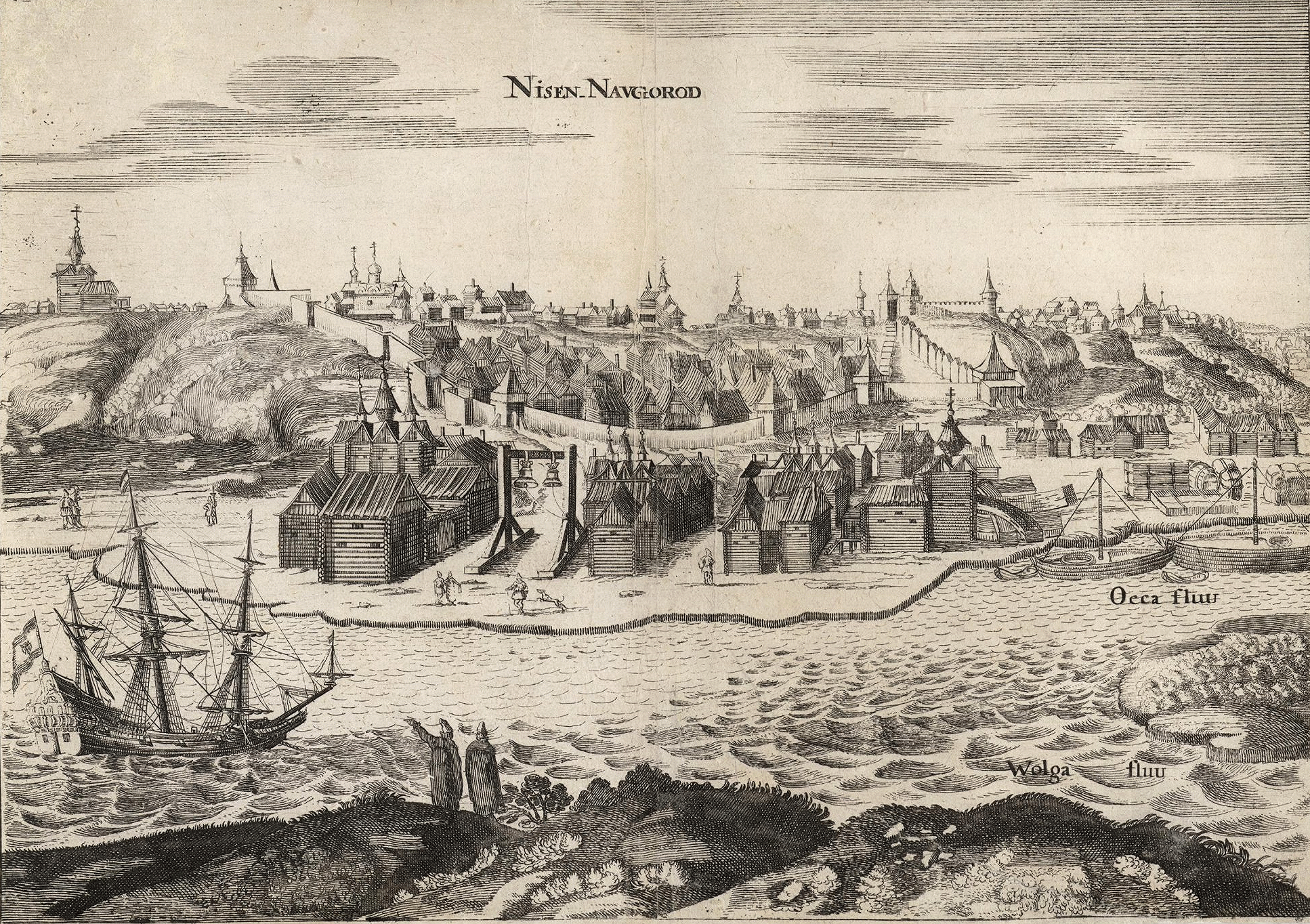
Nischni Nowgorod

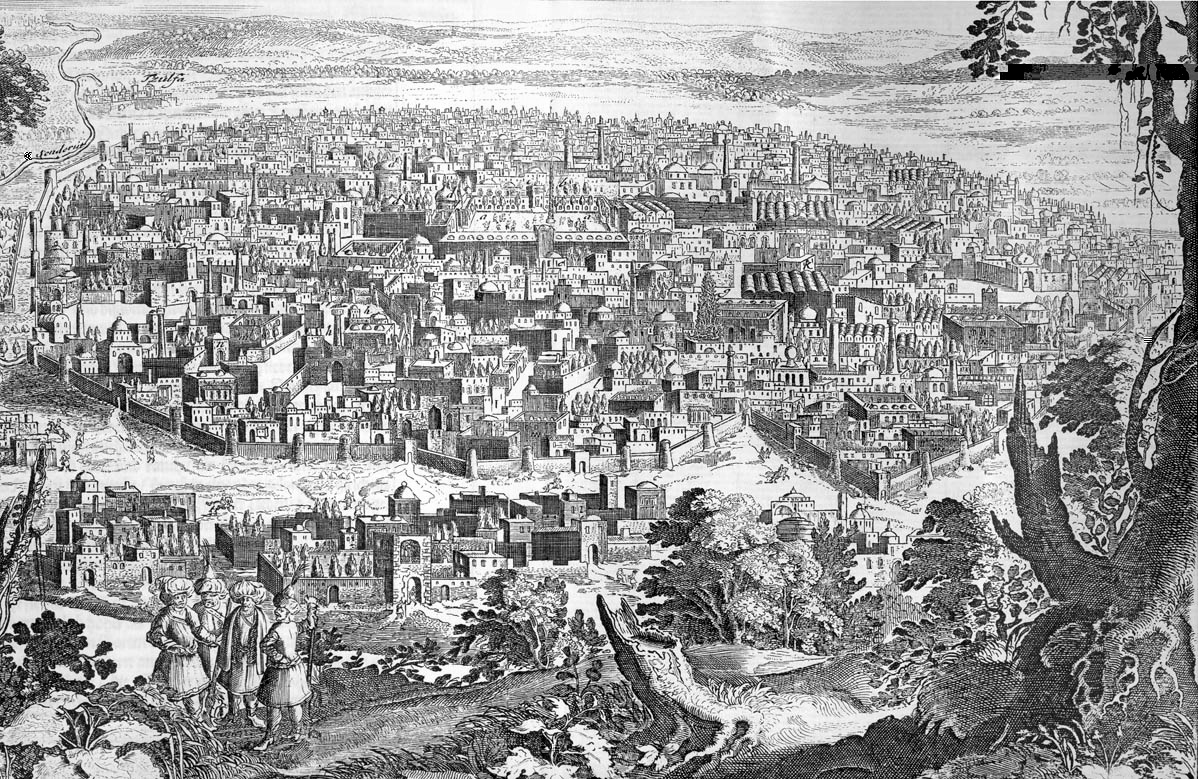
Isfahan

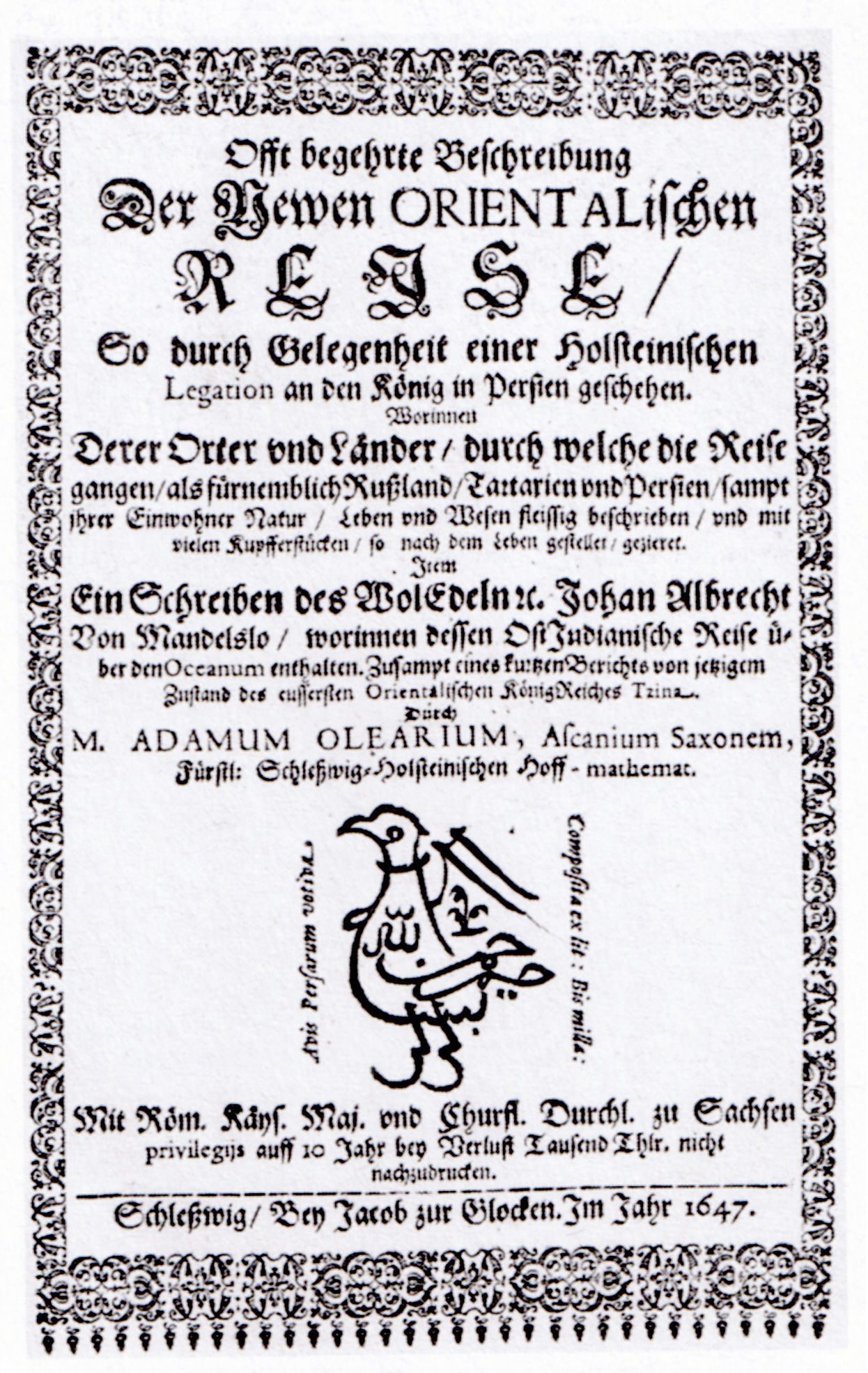
Das Titelblatt der Orientalischen Reise aus dem Jahr 1647

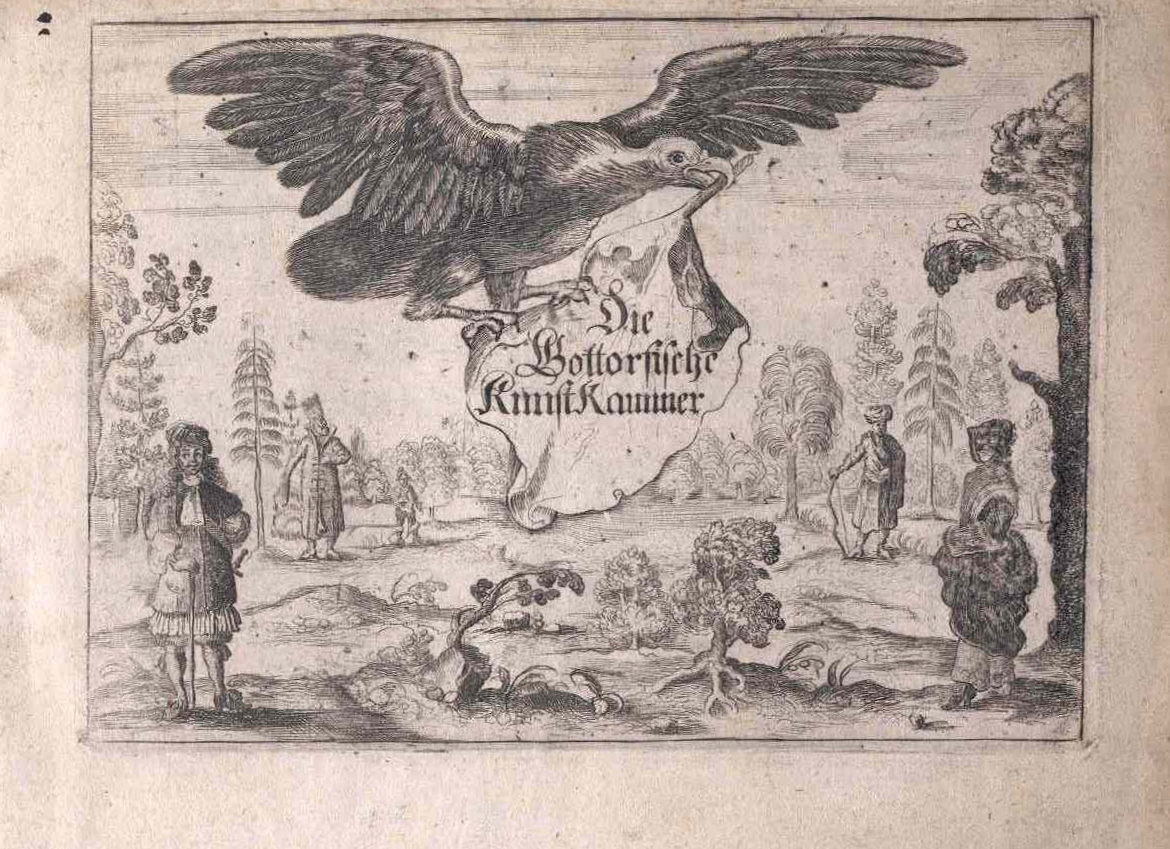
Titelkupfer der Gottorffischen Kunst-Cammer, 1666

Adam Olearius war der Sohn des Schneiders Adam Oehlschlegel und dessen Ehefrau Maria Porst. Er wuchs in einfachen Verhältnissen auf. Dennoch schaffte er es 1620, sich an der Universität Leipzig für das Fach Theologie zu immatrikulieren. Nebenbei studierte er auch Philosophie und Mathematik. 1627 wurde Olearius der Titel eines Magisters der Philosophie verliehen und fünf Jahre später, in denen er erst an der Nikolaischule und dann an der Thomasschule unterrichtet hatte, avancierte er zum Assistenten der philosophischen Fakultät in Leipzig. Außerdem wurde er als Kollegiat der Kleineren Fürstenstiftung gefördert.

### Reisen nach Russland und Persien
1633 wechselte er in den Dienst von Herzog Friedrich III. von Schleswig-Holstein-Gottorf. Der Herzog plante eine wirtschaftliche Anbindung Norddeutschlands an Russland. Deshalb stattete er eine Gesandtschaft aus, welche am 6. November 1633 in Altona unter der Leitung des Kaufmanns Otto Brüggemann und des herzoglichen Rats Philipp Crusius startete. Das erste Ziel dieser Delegation war Moskau, wo sie am 14. August 1634 eintraf. Die Delegation umfasste 120 Personen, und Olearius gehörte ihr als Sekretär an. Das Ziel der Gesandtschaft war, ein Handelsabkommen mit Zar Michail Fjodorowitsch Romanow zu vereinbaren. Da der Zar aber äußerst unrealistische Vorstellungen über die ihm zustehenden Zolleinnahmen hatte, scheiterte die Gesandtschaft in ihrem eigentlichen Auftrag.
Trotzdem wurde sofort nach der Rückkehr nach Gottorf am 6. April 1635 mit den Vorbereitungen einer weiteren Expedition an den persischen Hof begonnen. Diese sollte zu einem Handelsabkommen mit Persien führen und die dort herrschenden Safawiden zu einem Bündnis gegen die Osmanen bewegen. Auch diese Reise leiteten Otto Brüggemann und Philipp Crusius, Olearius fungierte wieder als Sekretär. Sie wurden u. a. vom Reisenden Johann Albrecht von Mandelslo sowie dem Dichter und Mediziner Paul Fleming begleitet. Am 22. Oktober 1635 startete man wiederum in Altona, schiffte sich in Travemünde ein, erreichte am 29. März 1636 Moskau und setzte die Reise am 30. Juni desselben Jahres über Nischni Nowgorod wolgaabwärts fort. In Astrachan wollte man am 10. Oktober mittels eines selbstgebauten Schiffes das Kaspische Meer überqueren, erlitt aber nahe Derbent Schiffbruch. Am 22. Dezember 1636 wurde die Reise über Land fortgesetzt. Am 30. Dezember erreichte die Gesandtschaft Schamacha, die Hauptstadt der Provinz Schirwan; dort pausierte sie bis 27. März 1637. In dieser Zeit führte Olearius astronomische Ortsbestimmungen durch, traf sich mit einheimischen Wissenschaftlern und lernte Persisch. Am 3. August 1637 erreichte die Delegation endlich die Hauptstadt Isfahan. Da sich die Mitglieder – allen voran offenbar Otto Brüggemann – äußerst selbstherrlich aufführten und die Safawiden brüskierten, scheiterte die Mission recht bald. Am 21. Dezember 1637 brach die Gesandtschaft wieder nach Hause auf, ohne etwas erreicht zu haben. Johann Albrecht von Mandelslo trennte sich von der Gruppe und reiste weiter nach Indien. Der Rest der Gruppe reiste auf einer beschwerlichen Route durchs Elburs-Gebirge und erreichte am 14. Juni 1638 wieder das Kaspische Meer. Ab hier gestaltete sich die weitere Rückreise wie die Hinreise. Olearius trennte sich wegen schwerer Zerwürfnisse mit Brüggemann von der Gruppe und reiste ab Reval voraus. Brüggemann selbst traf mit der restlichen Reisegesellschaft am 1. August 1639 wieder in Gottorf ein. Er wurde für das vollständige Scheitern der Mission und die finanziellen Verluste alleine verantwortlich gemacht – obwohl anscheinend Crusius der Leiter der Expedition war – und daher zum Tode verurteilt und am 5. Mai 1640 wegen Inkompetenz öffentlich hingerichtet.
Über beide Reisen veröffentlichte Olearius ausführliche Reisebeschreibungen (1647). Mit diesem Bericht begründete er die wissenschaftliche Reisebeschreibung in Deutschland. Zugleich korrigierte er die seit Ptolemäus vertretene Ansicht, das Kaspische Meer hätte seine größte Ausdehnung in Ost-West-Richtung auf die korrekte Nord-Süd-Richtung. Ebenfalls von großer Bedeutung sind seine Übersetzungen aus dem Persischen. Ein Grönland gewidmetes Kapitel ist einer der frühesten zuverlässigen Berichte über die Kultur und Sprache der Inuit.
Sein Werk beeinflusste in der Folgezeit weitere Autoren, für die seine Reisebeschreibung ein Referenzwerk bildete. Unter anderem zitierte ihn Jean Chardin in seiner Ost-Indischen Reise-Beschreibung und stellte damit die Bedeutung der im ursprünglichen Reisebericht gewonnenen Erkenntnisse unter Beweis. Auch die Verwendung der Buchkunst und ihre Referenz auf persische Kunst, wie zum Beispiel die persische Miniaturmalerei, bieten Einblick in die Kultur der bereisten Gegenden.

### Am Gottorfer Hof
1639 wurde Olearius von Herzog Friedrich III. zum Hofmathematiker ernannt. Zehn Jahre später avancierte Olearius auch zum Hofbibliothekar. Als solcher war er auch mit dem Aufbau der noch heute existierenden Gottorfischen Kunstkammer betraut. Nachdem sein Reisegefährte Crusius schon 1639 die Kaufmannstochter Maria Müller geehelicht hatte, in deren Vaterhaus in Reval die Expedition mehrfach eingekehrt war, heiratete Olearius ein Jahr später ihre Schwester Catharina. Mit ihr hatte er drei Töchter und einen Sohn. 1644 stellte der Herzog ihm Bauland und -holz für ein Haus in Schleswig-Friedrichsberg nahe Schloss Gottorf zur Verfügung.
Durch Herzog Wilhelm IV. von Sachsen-Weimar wurde Olearius 1651 in die Fruchtbringende Gesellschaft aufgenommen. Der Herzog verlieh ihm den Gesellschaftsnamen der Vielbemühete und das Motto in der Fremde. Als Emblem wurde ihm die moskowitische Pomeranzen zugedacht. Im Köthener Gesellschaftsbuch findet sich Olearius’ Eintrag unter der Nr. 543. Dem Publikationszwang der Gesellschaft gemäß dichtete er das Epigramm:
Wird ein Gelehrter nicht die Kunst zu Werken legen,
so wird er eben sein wie Wolken ohne Regen.
Als Hofmathematiker wurde er 1654 weit über die Grenzen bekannt, als er den sogenannten Gottorfer Riesenglobus mit 3,01 m Durchmesser konstruierte.
Auch um die Kirche bemühte Olearius sich, indem er die bis dahin plattdeutsche Agende ins Hochdeutsche übertrug. Diese Agende erschien 1665 und war in Schleswig-Holsteins Kirchen bis zur Einführung der von Jacob Georg Christian Adler konzipierten rationalistischen Agende, zum Teil noch länger, in Gebrauch und wurde 1850 nachgedruckt.
Adam Olearius veröffentlichte außerdem die Reiseberichte von Jürgen Andersen und Volquard Iversen im Jahr 1669 unter dem Titel Orientalische[n]=Reisebeschreibungen.

## Werke
- Auserlesene Gedichte, hrsg. Wilhelm Müller, Leipzig 1822 (Bibliothek deutscher Dichter d. 17. Jhs., 9)
- Lustige Historie woher das Tabacktrincken kompt. Schleswig, 1643.
- Vermehrte Newe Beschreibung Der Muscowitischen und Persischen Reyse So durch gelegenheit einer Holsteinischen Gesandtschaft an den Russischen Zaar und König in Persien geschehen. Schleswig 1656 (Reprint Tübingen: Niemeyer 1971) (Digitalisat München)
- Moskowitische und persische Reise: die holsteinische Gesandtschaft 1633–1639. Schleswig 1656, Repr. Stuttgart: Thienemann, 1986, ISBN 3-522-60650-7.
- Kurtze Erinnerung und Bericht von der grossen und erschrecklichen Sonnen-Finsterniß so dieses 1630. Jahrs den letzten Maij … sich sehen lassen, Leipzig 1630 (Digitalisat Wolfenbüttel)
- Offt begehrte Beschreibung Der Newen Orientalischen Reise / So durch Gelegenheit einer Holsteinischen Legation an den König in Persien geschehen: Worinnen Derer Orter und Länder / durch welche die Reise gangen / als fürnemblich Rußland / Tartarien und Persien / sampt ihrer Einwohner Natur / Leben und Wesen fleissig beschrieben / und mit vielen Kupfferstücken / so nach dem Leben gestellet / gezieret / Durch M. Adamum Olearium, Ascanium Saxonem, Fürstl: Schleßwig-Holsteinischen Hoff-mathemat. Item Ein Schreiben des WolEdeln [et]c. Johann Albrecht Von Mandelslo: worinnen dessen OstIndianische Reise über den Oceanum enthalten; Zusampt eines kurtzen Berichts von jetzigem Zustand des eussersten Orientalischen KönigReiches Tzina, Schleswig 1647 (Digitalisat und Volltext im Deutschen Textarchiv, Digitalisat Wolfenbüttel)
- Persianischer Rosenthal Hamburg 1654 (Digitalisat Wolfenbüttel)
- Ausführliche Beschreibung der kundbaren Reyse Nach Muscow und Persien. So durch gelegenheit einer Holsteinischen Gesandschafft von Gottorff auß an Michael Fedorowitz den grossen Zaar in Muscow / und Schach Sefi König in Persien geschehen …, Schleswig 1663 Digitalisat Wolfenbüttel
- Gottorfische Kunst-Cammer, Schleswig 1666 (Digitalisat Wolfenbüttel: Teil 1, Teil 2)

Bei seinem literarischen Schaffen nutzte Olearius des Öfteren folgende Pseudonyme: Ascanius Olivarius, Ascanius d'Oliva, AdOnis, Adonis Sleidanus, oder AOnides.